# Jean (Luxemburg)

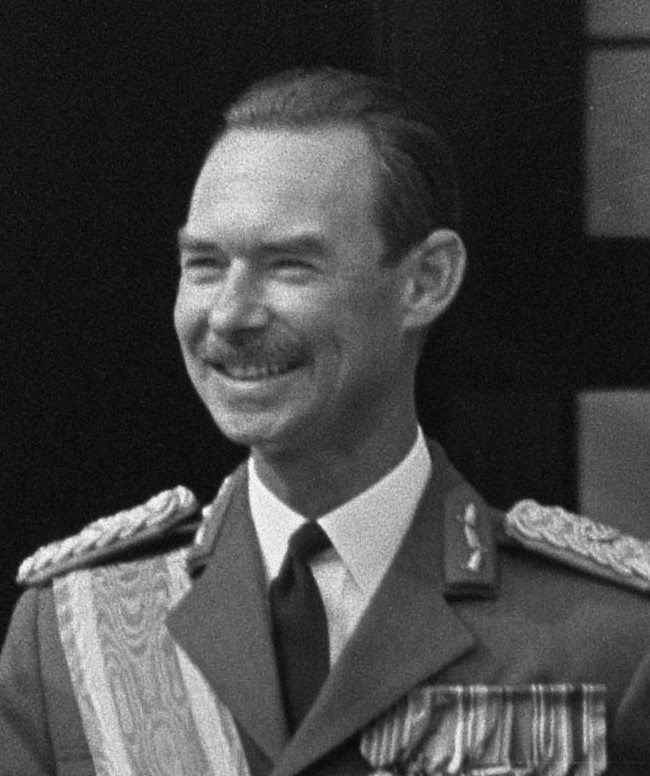
Großherzog Jean (1967).

Jean von Nassau (* 5. Januar 1921 auf Schloss Berg in Colmar-Berg; † 23. April 2019 in Luxemburg) war von 1964 bis 2000 Großherzog von Luxemburg, Herzog von Nassau. Im deutschsprachigen Raum wurde er auch Johann genannt.

## Leben

### Kindheit und Jugend

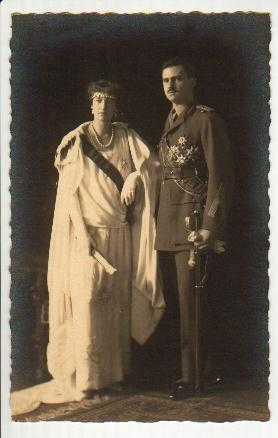
Die Eltern von Jean, Charlotte und Felix, im Jahr 1919.

Prinz Jean wurde als erstes Kind der regierenden Großherzogin Charlotte von Luxemburg und des Prinzen Felix von Bourbon-Parma geboren. Seine Geburt erfolgte zwei Jahre nach dem Amtsantritt seiner Mutter, nachdem ihre ältere Schwester, Großherzogin Maria-Adelheid, 1919 zur Abdankung gezwungen worden war, weil ihr vorgeworfen wurde, sie habe während des Ersten Weltkriegs eine pro-deutsche Haltung eingenommen. Als ältestes Kind der regierenden Großherzogin war er von Geburt an Thronfolger. Sein Pate war Papst Benedikt XV., nach dem er seinen zweiten Namen Benoît erhielt.
Zita von Bourbon-Parma, die letzte österreichische Kaiserin, war Jeans Tante, Kronprinz Otto sein Vetter ersten Grades.
Prinz Jean hatte später fünf jüngere Geschwister, die hauptsächlich in der Hauptresidenz ihrer Eltern, Schloss Berg, in der Gemeinde Colmar-Berg im zentralen Luxemburg aufwuchsen. Er begann seine Schulausbildung in Luxemburg, und von 1934 bis 1938 besuchte der Prinz Ampleforth College, ein privates katholisches Internat der Benediktiner im englischen North Yorkshire. Nach Vollendung des 18. Lebensjahres bekam er am 5. Januar 1939, dem Tag seiner Volljährigkeit, den Titel Erbgroßherzog zugesprochen.

### Zweiter Weltkrieg

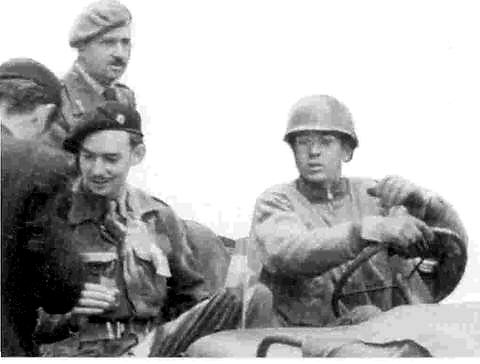
Erbgroßherzog Jean mit seinem Vater Prinz Felix bei der Befreiung der Stadt Luxemburg im Jahr 1944.

Wenige Monate später brach der Zweite Weltkrieg aus. Während der deutschen Besatzung Luxemburgs 1940–1944 befand sich die großherzogliche Familie zusammen mit der Regierung im Exil in Kanada und Großbritannien.
Nachdem Erbgroßherzog Jean an der kanadischen Universität Laval (Québec) studiert hatte, trat er am 29. November 1942 in das britische Regiment der „Irish Guards“ ein und war als Offizier an der Befreiung des Kontinents beteiligt. Am 11. Juni 1944 landete er in der Normandie und beteiligte sich an der Schlacht um Caen und der Befreiung Brüssels. Am 10. September 1944, dem Tag der Befreiung der Stadt Luxemburg, wurde Erbgroßherzog Jean nach Luxemburg abkommandiert, wo er am Nachmittag von der Bevölkerung begeistert empfangen wurde.
Am 13. September 1944 kehrte er zu seiner Einheit zurück und nahm an der Operation Market Garden um Arnheim und der Abwehr der deutschen Ardennenoffensive teil. Ende Januar 1945 war er an der Eroberung des Reichswaldes nordwestlich von Wesel beteiligt und blieb bis zum Ende der Kampfhandlungen bei den alliierten Truppen in Deutschland.

### Nachkriegszeit
Nach Kriegsende kehrte die Familie nach Luxemburg zurück. In den folgenden Jahren engagierte sich Jean als Erbgroßherzog unter anderem in der Pfadfinderbewegung und im Internationalen Olympischen Komitee. Von 1951 bis 1961 war er Mitglied des Staatsrates und konnte sich dadurch mit dem politischen Leben des Landes vertraut machen.

### Ehe und Familie

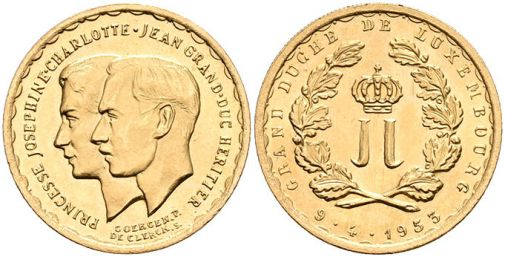
Goldmedaille zu 20 Francs zur Hochzeit von Jean und Joséphine Charlotte 1953

Im Oktober 1952 verlobte sich Erbgroßherzog Jean offiziell mit seiner Cousine vierten Grades, der über 6 Jahre jüngeren belgischen Prinzessin Joséphine Charlotte, Tochter des belgischen Königs Leopold III. und dessen erster Gattin Astrid von Schweden, sowie Schwester der beiden späteren belgischen Könige Baudouin I. und Albert II. Sie heirateten am 9. April 1953 in der Kathedrale von Luxemburg.
Aus dieser Ehe gingen fünf Kinder hervor:
- Marie-Astrid Liliane Charlotte Léopoldine Wilhelmine Ingeborg Antoinette Élisabeth Anne Alberte (* 17. Februar 1954) ⚭ 1982 Carl Christian Erzherzog von Österreich (* 1954)
  1. Marie Christine Anne Astrid Zita Charlotte (* 1983)
  2. Imre Emanuel Simeon Jean Carl Marcus d'Aviano (* 1985)
  3. Christoph Henri Alexander Maria Marcus d'Aviano (* 1988)
  4. Alexander Hector Marie Karl Leopold Marcus d'Aviano (* 1990)
  5. Gabriella Maria Pilar Yolande Joséphine Charlotte (* 1994)
- Henri Albert Gabriel Félix Marie Guillaume (* 16. April 1955), Großherzog von Luxemburg, ⚭ 1981 Maria Teresa Mestre (* 1956)
  1. Guillaume Jean Joseph Marie (* 1981)
  2. Félix Leopold Marie Guillaume (* 1984)
  3. Louis Xavier Marie Guillaume (* 1986)
  4. Alexandra Joséphine Teresa Charlotte Marie Wilhelmine (* 1991)
  5. Sébastien Henri Marie Guillaume (* 1992)
- Jean Félix Marie Guillaume (* 15. Mai 1957) 1. ⚭ 1987–2004 Hélène Vestur (* 1958); 2. ⚭ 2009 Diane De Guerre (* 1962)
  1. Marie-Gabrielle Cécile Charlotte Sophie (* 1986)
  2. Constantin Jean Philippe Marie Albert Marc d'Aviano (* 1988)
  3. Wenceslas François Baudoin Léopold Juraj Marie Marc d'Aviano (* 1990)
  4. Carl-Johan Félix Julien Marc d'Aviano (* 1992)
- Margaretha Antonia Marie Félicité (* 15. Mai 1957) ⚭ 1982 Nikolaus von Liechtenstein (* 1947)
  1. Leopold Emmanuel Jean Marie (*/† 1984)
  2. Maria-Anunciata Astrid Joséphine Veronica (* 1985)
  3. Marie-Astrid Nora Margarita Veronica (* 1987)
  4. Josef-Emmanuel Leopold Marie (* 1989)
- Guillaume Marie Louis Christian (* 1. Mai 1963) ⚭ 1994 Sibilla Weiller (* 1968)
  1. Paul Louis Jean Marie Guillaume (* 1998)
  2. Léopold Guillaume Marie Joseph (* 2000)
  3. Charlotte Wilhelmine Maria da Gloria (* 2000)
  4. Jean André Guillaume Marie Gabriel Marc d'Aviano (* 2004)

## Offizielle Aufgaben

### Als Erbgroßherzog

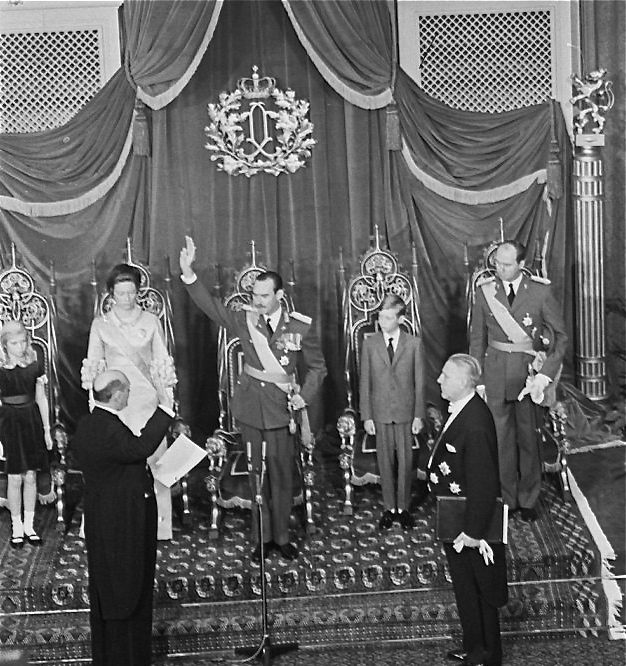
Großherzog Jean leistet den Eid vor der Abgeordnetenkammer am 12. November 1964.

Am 28. April 1961 ernannte Großherzogin Charlotte Erbgroßherzog Jean zu ihrem Statthalter, wodurch er stellvertretend für seine Mutter die Amtsgeschäfte des luxemburgischen Staatsoberhauptes wahrnahm.
Nach der Abdankung seiner Mutter am 12. November 1964 bestieg Großherzog Jean den Thron und leistete am gleichen Tag den von der Verfassung vorgeschriebenen Eid vor der Abgeordnetenkammer.

### Die Zeit als Großherzog
Großherzog Jean übte sein Amt mit äußerster Diskretion aus, um seine Rolle als überparteiliche Symbolfigur der Einheit und Unabhängigkeit des Staates nicht zu gefährden.
Während seiner Amtszeit entwickelte sich Luxemburg von einem Industrie- und Agrarland, dessen Wohlstand besonders auf der Stahlindustrie basierte, zu einem modernen Dienstleistungszentrum (siehe auch: Wirtschaftsgeschichte Luxemburgs). So siedelten sich ab Ende der sechziger Jahre die ersten internationalen Banken in Luxemburg an und östlich des historischen Stadtkerns der Hauptstadt wurde ein 350 Hektar großes Areal für Einrichtungen der Europäischen Gemeinschaft/Europäischen Union erschlossen, auf dem sich heute beispielsweise das Europäische Parlament oder der Gerichtshof der Europäischen Union befinden. Dieser neue Stadtteil, der sich durch eine hypermoderne Architektur auszeichnet, heißt Kirchberg und ist nicht weit entfernt vom Findel, dem internationalen Flughafen von Luxemburg.

### Abdankung und letzte Jahre

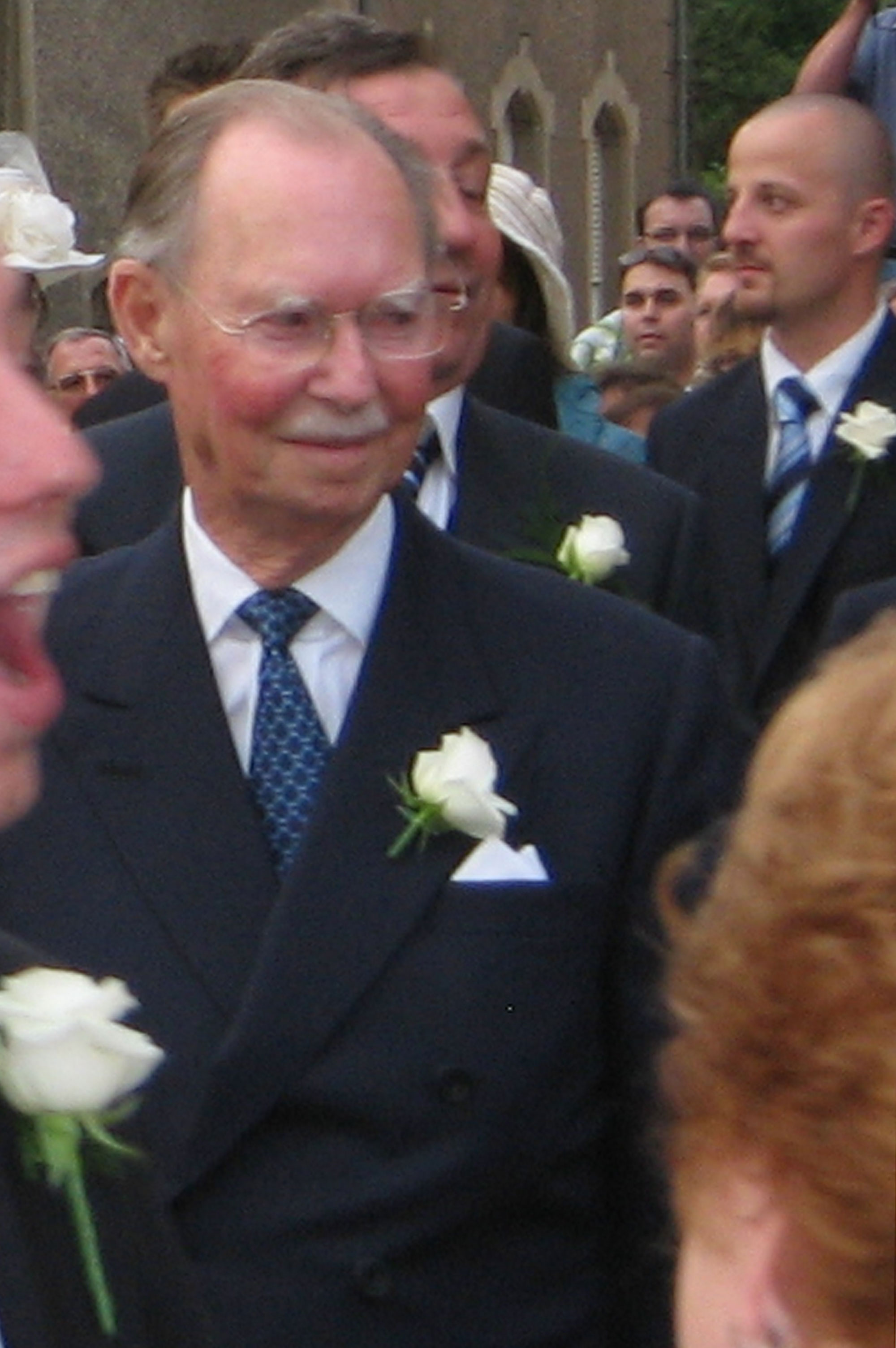
Großherzog Jean während der Hochzeit seines Enkels Prinz Louis am 29. September 2006 in Gilsdorf

Großherzog Jean, unter dessen Amtszeit Luxemburg 1989 den hundertfünfzigsten Jahrestag der völkerrechtlich verbindlichen Anerkennung seiner Unabhängigkeit und den hundertsten Jahrestag der Thronbesteigung des Hauses Nassau-Weilburg feierte, übertrug im März 1998 die laufenden Amtsgeschäfte an Erbgroßherzog Henri, um schließlich am 7. Oktober 2000 auf die Krone des Großherzogtums zu verzichten. Nach seiner Abdankung zogen er und Großherzogin Joséphine-Charlotte aus Schloss Berg in das Schloss Fischbach um, das einst seine Mutter bewohnt hatte.
Großherzogin Joséphine-Charlotte litt lange Zeit an Lungenkrebs und starb am 10. Januar 2005 im Alter von 77 Jahren. Kurz vor Ostern 2019 wurde Jean wegen einer Lungenentzündung ins Krankenhaus gebracht, erholte sich aber nicht mehr und verstarb am Dienstag nach Ostern im Alter von 98 Jahren. Das feierliche Requiem in der Kathedrale von Luxemburg mit anschließender Beisetzung in der Krypta fand am 4. Mai 2019 statt.

## Titel
Sein vollständiger Name lautete Jean Benoît Guillaume Robert Antoine Louis Marie Adolphe Marc d’Aviano von Nassau. In seiner Amtszeit führte er die Titel „Seine Königliche Hoheit Jean, Großherzog von Luxemburg, Herzog von Nassau, Prinz von Bourbon-Parma, Pfalzgraf bei Rhein, Graf zu Sayn, Königstein, Katzenelnbogen und Diez, Burggraf von Hammerstein, Herr von Mahlberg, Wiesbaden, Idstein, Merenberg, Limburg und Eppstein“.

## Vorfahren
| Ahnentafel Jean, Großherzog von Luxemburg (1964–2000)                                         | Ahnentafel Jean, Großherzog von Luxemburg (1964–2000)                                                  | Ahnentafel Jean, Großherzog von Luxemburg (1964–2000)                                                                        | Ahnentafel Jean, Großherzog von Luxemburg (1964–2000)                                                            | Ahnentafel Jean, Großherzog von Luxemburg (1964–2000)                                                                   | Ahnentafel Jean, Großherzog von Luxemburg (1964–2000)                                                 | Ahnentafel Jean, Großherzog von Luxemburg (1964–2000)                                                      | Ahnentafel Jean, Großherzog von Luxemburg (1964–2000)                                                            | Ahnentafel Jean, Großherzog von Luxemburg (1964–2000)                                                                   |
| --------------------------------------------------------------------------------------------- | --- | --- | --- | --- | --- | --- | --- | --- |
| Ururgroßeltern                                                                                | Herzog Karl II. (Parma) (1799–1883) ⚭ 1820 Prinzessin Maria Theresia von Savoyen (1803–1879)           | Charles Ferdinand de Bourbon, Herzog von Berry (1778–1820) ⚭ 1816 Prinzessin Marie Caroline von Bourbon-Sizilien (1798–1870) | König Johann VI. (Portugal) (1767–1826) ⚭ 1785 Prinzessin Charlotte Joachime von Spanien (1775–1830)             | Erbprinz Konstantin zu Löwenstein-Wertheim-Rosenberg (1802–1838) ⚭ 1829 Prinzessin Marie Agnes zu Hohenlohe (1804–1835) | Herzog Wilhelm I. (Nassau) (1792–1839) ⚭ 1813 Prinzessin Luise von Sachsen-Hildburghausen (1794–1825) | Prinz Friedrich August von Anhalt-Dessau (1799–1864) ⚭ 1832 Prinzessin Marie von Hessen-Kassel (1814–1895) | König Johann VI. (Portugal) (1767–1826) ⚭ 1785 Prinzessin Charlotte Joachime von Spanien (1775–1830)             | Erbprinz Konstantin zu Löwenstein-Wertheim-Rosenberg (1802–1838) ⚭ 1829 Prinzessin Marie Agnes zu Hohenlohe (1804–1835) |
| Urgroßeltern                                                                                  | Herzog Karl III. (Parma) (1823–1854) ⚭ 1845 Prinzessin Louise Marie Thérèse von Frankreich (1819–1864) | Herzog Karl III. (Parma) (1823–1854) ⚭ 1845 Prinzessin Louise Marie Thérèse von Frankreich (1819–1864)                       | König Michael I. (Portugal) (1802–1866) ⚭ 1851 Prinzessin Adelheid von Löwenstein-Wertheim-Rosenberg (1831–1909) | König Michael I. (Portugal) (1802–1866) ⚭ 1851 Prinzessin Adelheid von Löwenstein-Wertheim-Rosenberg (1831–1909)        | Großherzog Adolph (1817–1905) ⚭ 1851 Prinzessin Adelheid Marie von Anhalt-Dessau (1833–1916)          | Großherzog Adolph (1817–1905) ⚭ 1851 Prinzessin Adelheid Marie von Anhalt-Dessau (1833–1916)               | König Michael I. (Portugal) (1802–1866) ⚭ 1851 Prinzessin Adelheid von Löwenstein-Wertheim-Rosenberg (1831–1909) | König Michael I. (Portugal) (1802–1866) ⚭ 1851 Prinzessin Adelheid von Löwenstein-Wertheim-Rosenberg (1831–1909)        |
| Großeltern                                                                                    | Herzog Robert I. (Parma) (1848–1907) ⚭ 1884 Infantin Maria Antonia von Portugal (1862–1959)            | Herzog Robert I. (Parma) (1848–1907) ⚭ 1884 Infantin Maria Antonia von Portugal (1862–1959)                                  | Herzog Robert I. (Parma) (1848–1907) ⚭ 1884 Infantin Maria Antonia von Portugal (1862–1959)                      | Herzog Robert I. (Parma) (1848–1907) ⚭ 1884 Infantin Maria Antonia von Portugal (1862–1959)                             | Großherzog Wilhelm IV. (1852–1912) ⚭ 1893 Infantin Maria Anna von Portugal (1861–1942)                | Großherzog Wilhelm IV. (1852–1912) ⚭ 1893 Infantin Maria Anna von Portugal (1861–1942)                     | Großherzog Wilhelm IV. (1852–1912) ⚭ 1893 Infantin Maria Anna von Portugal (1861–1942)                           | Großherzog Wilhelm IV. (1852–1912) ⚭ 1893 Infantin Maria Anna von Portugal (1861–1942)                                  |
| Eltern                                                                                        | Prinz Felix von Bourbon-Parma (1893–1970) ⚭ 1919 Großherzogin Charlotte (1896–1985)                    | Prinz Felix von Bourbon-Parma (1893–1970) ⚭ 1919 Großherzogin Charlotte (1896–1985)                                          | Prinz Felix von Bourbon-Parma (1893–1970) ⚭ 1919 Großherzogin Charlotte (1896–1985)                              | Prinz Felix von Bourbon-Parma (1893–1970) ⚭ 1919 Großherzogin Charlotte (1896–1985)                                     | Prinz Felix von Bourbon-Parma (1893–1970) ⚭ 1919 Großherzogin Charlotte (1896–1985)                   | Prinz Felix von Bourbon-Parma (1893–1970) ⚭ 1919 Großherzogin Charlotte (1896–1985)                        | Prinz Felix von Bourbon-Parma (1893–1970) ⚭ 1919 Großherzogin Charlotte (1896–1985)                              | Prinz Felix von Bourbon-Parma (1893–1970) ⚭ 1919 Großherzogin Charlotte (1896–1985)                                     |
| Jean Benoît Guillaume Robert Antoine Louis Marie Adolphe Marc d’Aviano von Nassau (1921–2019) | | | | | | | | |